# Alexandra de la Mora
Alexandra de la Mora  (Mexikó, 1980. május 12. –) mexikói színésznő.

## Élete és pályafutása
1980. május 12-én született Mexikóban. Kétéves volt, amikor szülei elváltak. 12 évesen tornázott, de egy baleset következtében abba kellett hagynia. 15 évesen anorexiás lett. Az Argos színészképzőjében, a Casa Azulban tanult. Karrierjét 2001-ben kezdte. 2002-ben szerepet kapott a Daniela című sorozatban. 2008-ban a Mujeres asesinasban játszott. 2013-ban Patricia Montemart alakította Az örökségben.

## Filmográfia
| Év        | Cím                                                 | Szerep                        | Magyarhang     | Stúdió                   |
| --------- | --------------------------------------------------- | ----------------------------- | -------------- | ------------------------ |
| 2001      | Lo que es el amor                                   | Mónica                        |                | TV Azteca                |
| 2002      | Daniela                                             | Renata Vorgel                 |                | Telemundo - Argos        |
| 2008      | Mujeres asesinas (epizód: Emma, costurera)          | Nancy                         |                | Televisa                 |
| 2009      | Mujeres asesinas (epizód: Soledad, cautiva)         | Karen                         |                | Televisa                 |
| 2009      | Los simuladores (2. évad, epizód: Ajedrecista 1-2.) |                               |                | Televisa - Sony Pictures |
| 2010      | Las Aparicio                                        | Karla                         |                | Cadena Tres - Argos      |
| 2011      | Bienvenida Realidad                                 | Elvira Medel                  |                | Cadena Tres - Argos      |
| 2012–2013 | Az örökség                                          | Patricia Montemar de Villegas | Kerekes Andrea | Telemundo - Argos        |
| 2013      | Fortuna                                             | Luciana Tuñon                 |                | Cadena Tres - Argos      |
| 2013–2014 | Las trampas del deseo                               | Lucía                         |                | Cadena Tres - Argos      |
| 2014–2015 | Lucia – A sors üldözöttje                           | Helena Durán de Echeverría    | Major Melinda  | Telemundo - Argos        |

### Filmek
- La última muerte – Ray (2011)
- 3:19 – Luciana (2008)